# Satyrus dargaga
Satyrus dargaga är en fjärilsart som beskrevs av Colin W. Wyatt och Keiichi Omoto 1966. Satyrus dargaga ingår i släktet Satyrus och familjen praktfjärilar. Inga underarter finns listade.